# Streets of Rage (jeu vidéo)
Pour les articles homonymes, voir Streets of Rage et Bare-knuckle.
 (mars 2014).
Si vous disposez d'ouvrages ou d'articles de référence ou si vous connaissez des sites web de qualité traitant du thème abordé ici, merci de compléter l'article en donnant les références utiles à sa vérifiabilité et en les liant à la section « Notes et références ».
Streets of Rage (ベア・ナックル 怒りの鉄拳, Bare Knuckle: Ikari no Tekken), également abrégé SoR, est un jeu vidéo d'action de type beat them all développé par Sega AM7 et édité par Sega, sorti en 1991 sur Mega Drive. Il a été développé par des membres de la Team Shinobi (The Revenge of Shinobi). La musique est signée Yūzō Koshiro, qui fut le premier à composer de la musique de club pour un jeu vidéo (inspirations house, dance et techno). La trilogie Streets of Rage compte parmi les séries les plus célèbres de la Mega Drive.

## Scénario
Autrefois paisible, productive et pleine de vie, la ville est tombée aux mains d'un important syndicat du crime dont le chef a jusqu'à présent réussi à conserver l'anonymat. Tandis que la violence et la terreur règnent sur la ville, trois jeunes officiers de police tentent de créer une unité de combat spéciale. Mais leurs supérieurs refusent de les aider, les uns par peur de s'opposer, et les autres s'étant laissés corrompre par l'organisation criminelle. N'y tenant plus, les trois jeunes gens, nommés Adam Hunter, Axel Stone et Blaze Fielding, décident de laisser tomber leur carrière dans la police et de sauver la ville par leurs propres moyens. Bien qu'ils n'aient pas d'armes, ils sont excellents dans les arts martiaux, et feront tout pour libérer la ville du joug du syndicat…

## Système de jeu
Le jeu est un beat them all classique, ressemblant beaucoup à Final Fight de Capcom, où le joueur choisit parmi trois personnages et affronte dans des niveaux variés de nombreux ennemis. Streets of Rage comporte huit niveaux.
Trois boutons d'action sont disponibles : il est possible de sauter, frapper, ou appeler des renforts. Cette dernière attaque, dite attaque spéciale consiste en l'arrivée d'un véhicule de police qui tire un coup de bazooka (pour le joueur 1) ou une rafale de mitrailleuse (pour le joueur 2) sur le lieu du combat, l'explosion blessant ou tuant les ennemis mais pas le joueur. Le nombre de ces attaques est limité à une attaque par vie ou par niveau ; elle peut également être récupérée sous forme de bonus voiture de police. Le joueur ne peut pas bénéficier de l'attaque spéciale dans le niveau 8.
Au cours du jeu, les personnages pourront interagir avec leur environnement et trouver différentes armes (batte de baseball, barre à mine, bouteille, couteau et poivrière), qu'il est possible d'utiliser directement contre les ennemis voire de lancer à distance. Outre les armes susmentionnées, on rencontrera également des objets comme la pomme ou le gigot, permettant au joueur de recouvrer une partie ou la totalité de son énergie.
La palette de coups est assez étendue pour un jeu de 1991, chaque personnage dispose de ses propres enchaînements, ceux-ci varient selon qu'ils sont effectués à distance (généralement une combinaison pied/poing) ou au corps à corps (une série de coups de genoux enchaînée d'un coup de tête, de coude ou de pied). Différentes projections sont possibles, elles changent selon la position (devant ou derrière l'adversaire) et le personnage sélectionné. Le joueur peut aussi être lui-même projeté dans les airs, ce à quoi il peut parer en usant d'une combinaison de touches pour effectuer un atterrissage en douceur.
Le lieu de combat évolue pendant le jeu, le joueur se déplace de gauche à droite (sauf pour les niveaux 7 — déplacement de bas en haut — et 8 — déplacement de droite à gauche) et ne peut pas revenir en arrière, les ennemis peuvent disparaître de l'écran et revenir (par le même côté évidemment) mais le joueur ne peut pas forcément les suivre. À l'exception du niveau 7, il y a un boss à la fin de chaque niveau, il s'agit généralement d'un ennemi exagérément grand et/ou gros. À l'instar du joueur, son niveau de vie apparaît en haut de l'écran (ce qui n'est pas le cas des autres ennemis).
Streets of Rage peut se jouer en mode deux joueurs, le second joueur pouvant commencer dès le début de la partie ou bien arriver en cours de partie (mais forcément avant le niveau 8), les joueurs peuvent se frapper mais ils ne se blessent que très légèrement, le jeu restant de la coopération. Le nombre d'ennemis est tout simplement doublé et à la fin du niveau on retrouve deux boss (sauf aux niveaux 5 et 6, ou il y a déjà 2 boss en mode un joueur, et au niveau 8, pour M. X).

### Personnages
Les 3 personnages disponibles ont tous leurs forces et faiblesses :
- Adam Hunter, 23 ans, expert en boxe : Combattant lent mais puissant et adroit au saut. Féru de bonsaï[1].
- Axel Stone, 22 ans, expert en arts martiaux : Combattant rapide et puissant mais peu agile au saut. Passionné de jeux vidéo[1].
- Blaze Fielding, 21 ans, experte en judo : Combattante moins puissante mais rapide et douée pour le saut. Experte en lambada[1].

### Niveaux
- Round 1: City Street, rue éclairée.
- Round 2: Inner City, ruelles sombres.
- Round 3: Beachfront, le long d'une plage.
- Round 4: Bridge, sur un pont.
- Round 5: Aboard Ship, sur un bateau.
- Round 6: Factory, dans une usine.
- Round 7: Freight Elevator, à bord d'un ascenseur.
- Round 8: Syndicate Headquarters, dans un immeuble.

Tous les niveaux se déroulent de nuit, certains en intérieur.
Le seul niveau sans boss final est le niveau 7 qui se déroule sur un ascenseur, mais à l'inverse le dernier niveau (8), contient les 5 boss des précédents niveaux (les boss des niveaux 2 et 6 sont les mêmes) sans compter le boss final du jeu, Mr. X.

### Fin du jeu
Le jeu possède deux fins. Le joueur peut tuer Mr. X, le boss final, ou prendre sa place comme chef du syndicat du crime. Pour parvenir à la seconde possibilité, il faut jouer à deux joueurs. Avant l'affrontement final, Mr. X demande aux deux joueurs s’ils souhaiteraient le rejoindre en tant que bras droit. Un joueur doit accepter tandis que l'autre doit refuser. Dès lors, les deux joueurs doivent s'affronter en combat à mort. Quel que soit le vainqueur, Mr. X demandera au joueur une seconde fois s’il souhaite devenir son assistant. Si le joueur vainqueur refuse, Mr. X l'accusera de traîtrise, et le joueur devra combattre Mr. X pour le contrôle du syndicat. Si le joueur gagne, l'un des trois personnages prendra la place du boss, assis sur son fauteuil, satisfait de son statut de nouveau chef du crime de la ville. Cette fin de l'histoire est indiquée par le jeu comme étant la mauvaise ("bad ending").
Si le joueur accepte de devenir le bras droit de Mr. X en mode un joueur ou si les deux joueurs acceptent en mode coopération, Mr. X actionnera un levier qui renverra le(s) joueur(s) au niveau 6, et ils devra(ont) repasser les deux derniers niveaux pour se revoir poser la question.

## Accueil
Tests dans la presse française :
- Joypad no 1 (octobre 1991) : 95 %
- Player One no 14 de novembre 1991 : 83 %
- Consoles + no 1 de septembre 1991 : 91 %

Tests dans la presse internationale :
- Mean Machines no 12 de septembre 1991 : 90 %

## Conversions
Streets of Rage a connu de nombreuses conversions :
- Sur Master System : la conversion est très réussie, seules les musiques ont beaucoup perdu. Les 3 personnages sont disponibles, en revanche le jeu est bien plus difficile que l'original.
- Sur Game Gear : seuls Axel et Blaze sont ici disponibles, le jeu affiche plus de couleurs que la version Master System, mais les graphismes sont moins fins (à cause de la taille de l'écran).
- Sur Mega-CD : identique à la version Mega Drive, la seule différence étant les voix ayant été refaites pour profiter de capacité du CD. Le jeu est inclus dans diverses compilations.
- Sur arcade : Sorti en deux versions sur arcade, toutes deux identiques à la version Mega Drive, elles diffèrent par le paiement. Dans la version « Mega Tech » l'argent inséré achète du temps de jeu, alors qu'avec la version « Mega Play » il achète les crédits classiques.
- Sur la Console virtuelle de la Wii : identique à la version Mega Drive.
- Sur iPhone mais disposant d'une jouabilité assez médiocre.
- Sur PC un remake, développé par une équipe indépendante, est sorti mais a été interdit par Sega.
- Sur Xbox 360, PlayStation 3, Xbox One, PlayStation 4 dans Sega Vintage Collection : Streets of Rage regroupant les trois jeux de la saga.

## L'adaptation au cinéma
En avril 2022, une adaptation au cinéma de Streets of Rage est annoncée. Le film est produit par dj2 Entertainment (Sonic) et Escape Artists avec Derek Kolstad (John Wick) au scénario.